# 丹後天橋立大江山國定公園

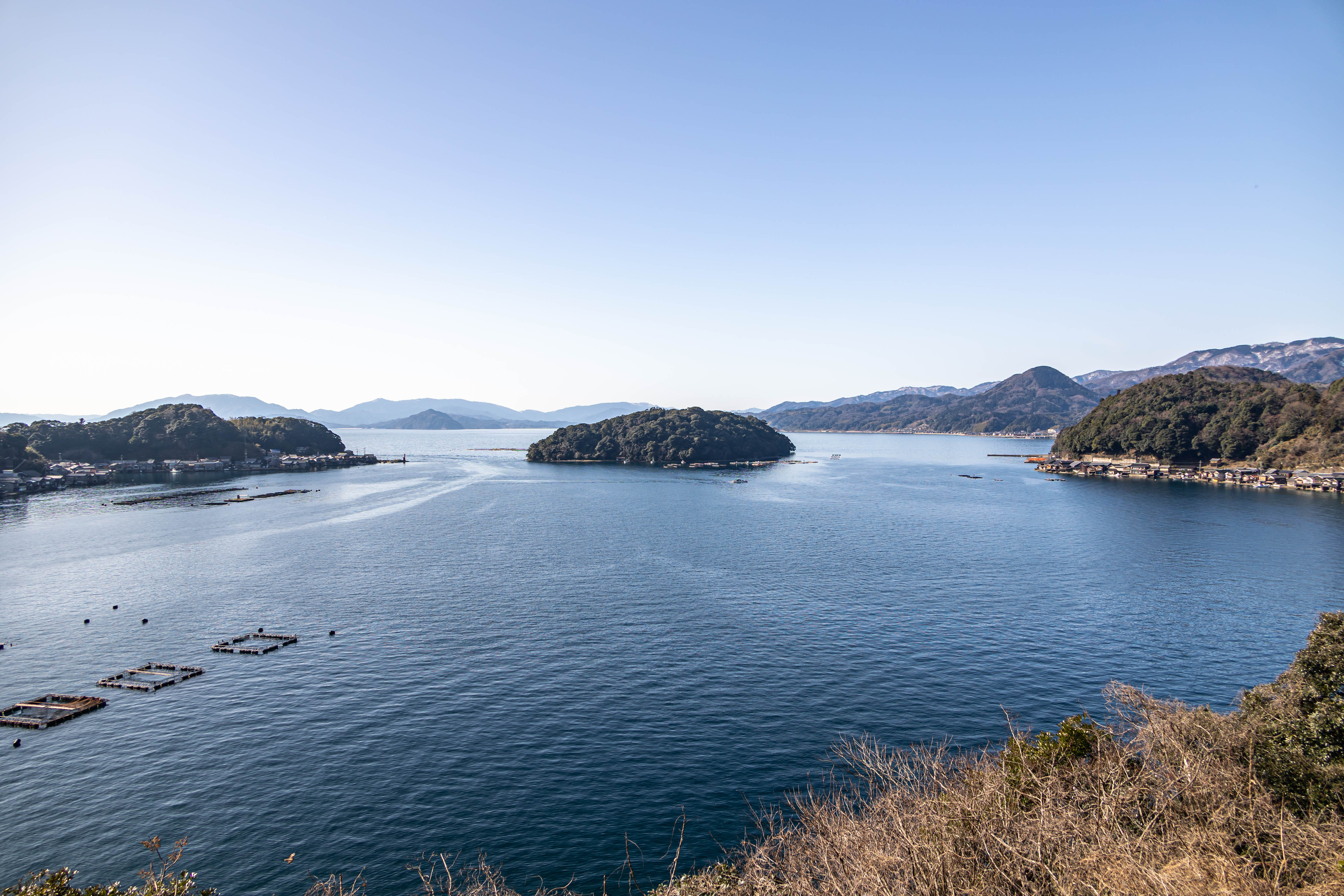
伊根灣

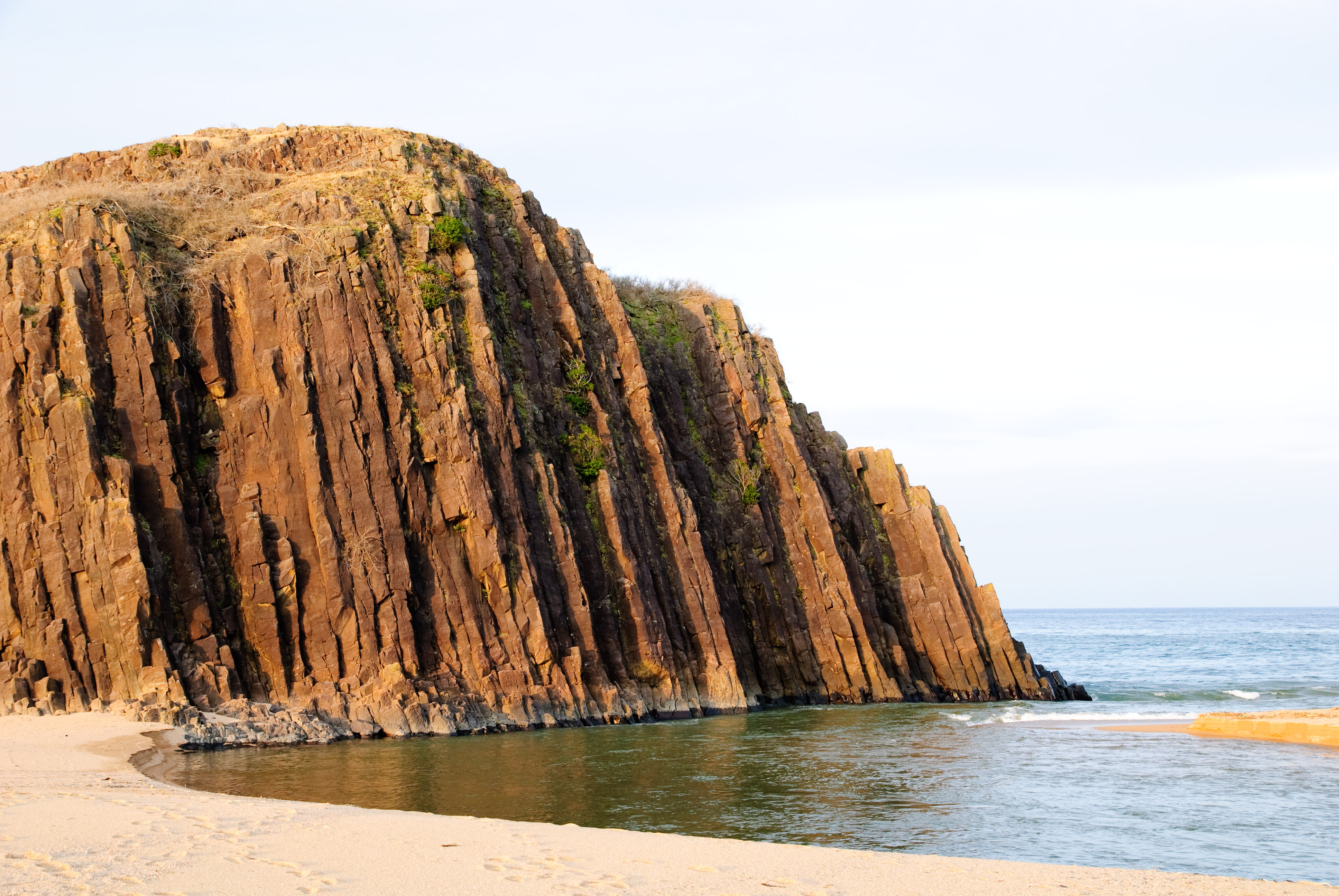
後濱立岩

丹後天橋立大江山國定公園（日语：／ Tango Amanohashidate Oeyama Kokutei Kōen），是位在日本京都府的國定公園。
公園分成京都府京丹後市舞鶴市由良川河口右岸的「丹後半島海岸地區」，丹後半島內陸部的「世屋高原地區」，福知山市舊大江町地域為中心的「大江山連峰地區」三大地區。2007年8月3日由若狹灣國定公園的丹後半島海岸地區與其他兩地區合併成立。是睽違17年的第62座國定公園。總面積19,023公頃，其中3,762公頃是原若狹灣國定公園的部分。

## 概要
面日本海的丹後半島沿岸有日本三景之一的天橋立、伊根舟屋群、以鳴砂知名的琴引濱等。內陸部的世屋高原有近畿貴重的日本山毛櫸林，大江山以鬼怪傳說聞名，味土野的瀑布也是知名天然景點。
2000年代以後開始重視自然與人類之間的文化景觀，本公園也是首座將梯田等人為景觀劃入的國定公園。

## 沿革
- 2007年8月3日 - 「丹後半島海岸地區」從若狹灣國定公園獨立、追加指定「世屋高原地區」、「大江山連峰地區」，新設丹後天橋立大江山國定公園。

## 主要景點

### 丹後半島海岸地區
- 琴引濱（日语：琴引浜）
- 丹後松島（日语：丹後松島）
- カマヤ海岸

- 青島、龜島
- 天橋立

### 世屋高原地區
- 太鼓山（日语：太鼓山）
- 須川溪流
- 宇川（日语：宇川）
- 大フケ濕原
- 上世屋集落

### 大江山連峰地區
- 鬼嶽稻荷神社（山毛欅林）
- 大江山（日语：大江山）連峰
- 二瀨川溪流
- 毛原梯田

## 關連市町村
- 京都府 - 福知山市、舞鶴市、宮津市、京丹後市、伊根町、與謝野町

## 集團設施地區
| 地區名 | 面積   | 所在地       | 使用人數（人） |
| ------ | ------ | ------------ | -------------- |
| 天橋立 | 27.0ha | 京都府宮津市 | 2,365,000      |

## 交通
- 舞鶴若狹自動車道
- 京都縱貫自動車道

## 關連項目
- 國定公園
- 丹後半島

## 外部連結
- （日語）丹後天橋立大江山國定公園（页面存档备份，存于）